# Nowy cmentarz żydowski w Makowie Mazowieckim
Nowy cmentarz żydowski w Makowie Mazowieckim – został założony w 1870 roku i znajduje się przy obecnej ul. Ciechanowskiej. Do naszych czasów nie zachowały się żadne nagrobki. 